# Bitwa pod Ospino
Bitwa pod Ospino – jedna z bitew w czasie  wojen o niepodległość Wenezueli stoczona 2 lutego 1814 roku pomiędzy siłami Drugiej Republiki Wenezueli a Cesarstwem Hiszpanii. Wojska rojalistyczne dowodzone przez José Antonio Yáneza starły się z oddziałem José María Rodrígueza wspomaganym przez Rafaela Urdaneta. Bitwa zakończyła się porażką rojalistów i śmiercią ich dowódcy.